# Kelisia swezeyi
Kelisia swezeyi är en insektsart som beskrevs av George Willis Kirkaldy 1910. Kelisia swezeyi ingår i släktet Kelisia och familjen sporrstritar. Inga underarter finns listade i Catalogue of Life.